# 營養枝
營養枝（vegetative branch），又叫直立枝，為一株植伸長的枝條，生長快速，直立，本身不會開花，必須在第二年新生的枝條才會正常開花，農用時會消耗養份，家用又會破壞樹型，故將其剪除。
但因其生長速度比其他花枝快及枝條粗壯，使其成為插枝繁殖的最佳選擇。把營養枝屈至水平甚至下垂，可有效停止其生長及令其生長出開花枝，只是營養枝需要有足夠長度才能屈曲，開花枝亦需要足夠時間才可生出花朵，所以只有老樹所生長的營養枝才可有效操作。

## 參照
- 營養繁殖